# 榎戶站 (愛知縣)
榎戶站（日语：／ Enokido eki */?）是位於愛知縣常滑市港町，名古屋鐵道（名鐵）的常滑線車站。車站編號為TA20。

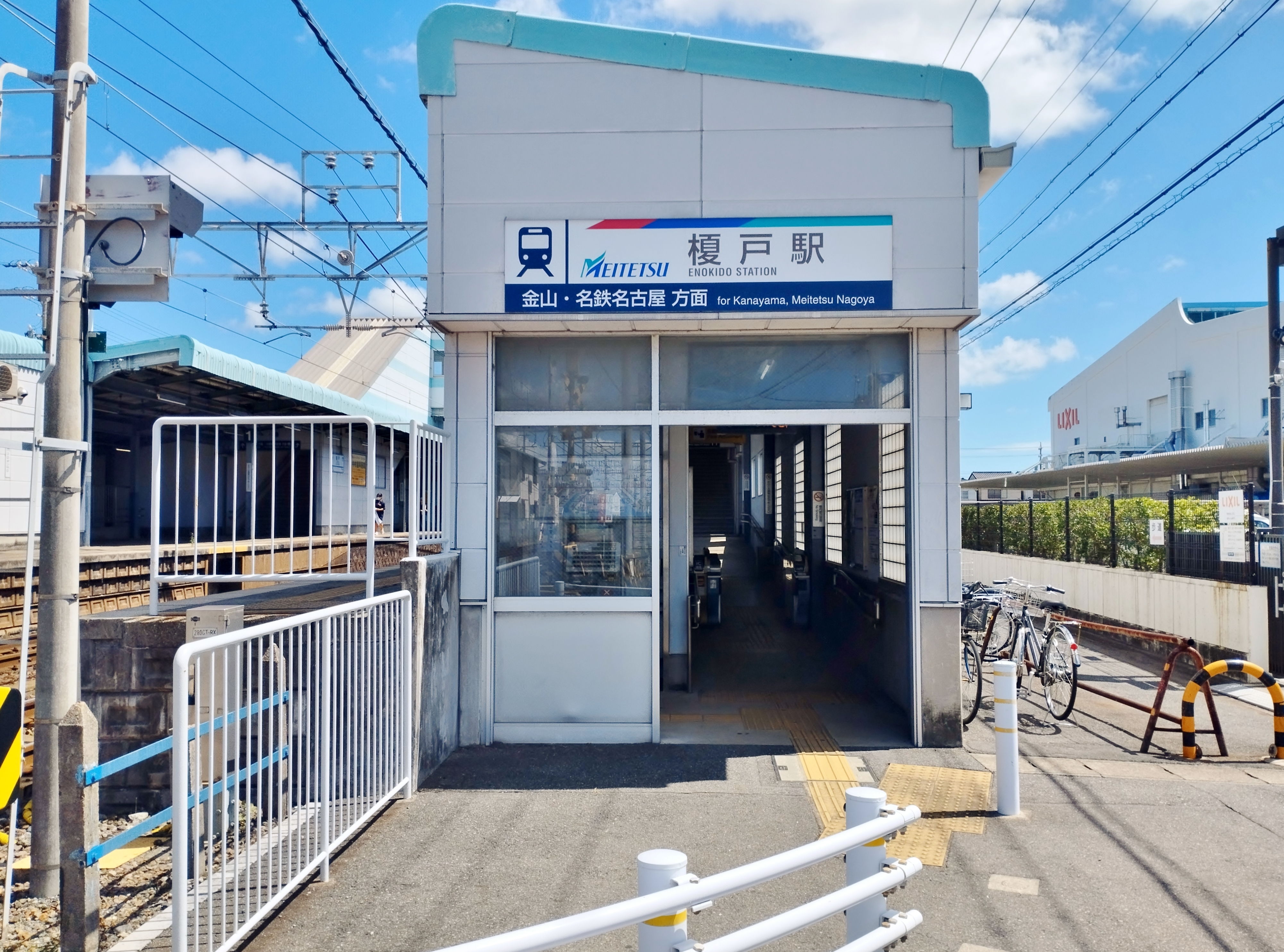
西口（2023年8月）

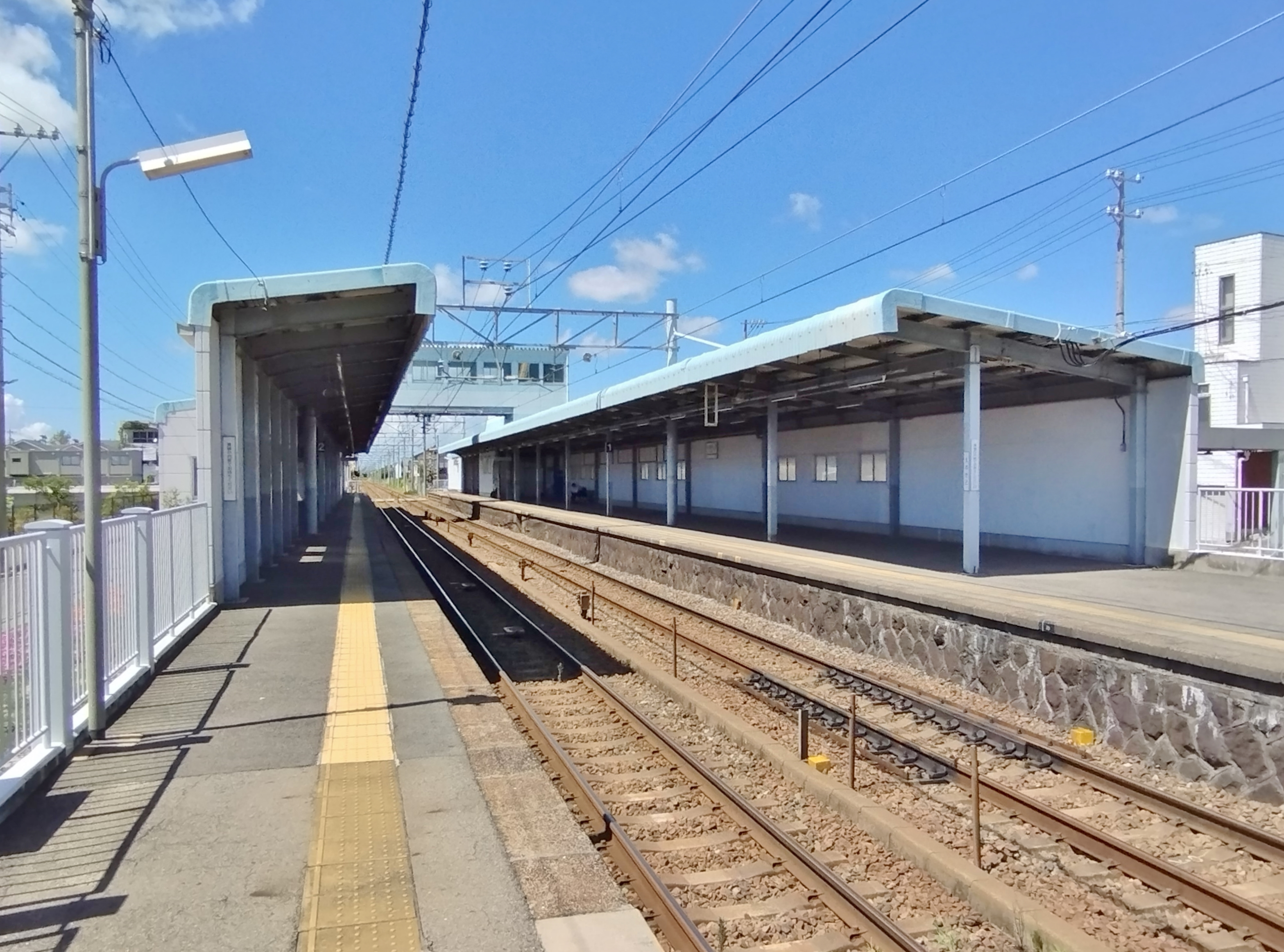
月台（2023年8月）

## 歷史
此站由1974年起為無人車站。隨著建設中部國際機場連接線工程，此站起至常滑之間會高架化，在2002年起該區間暫時營業。成為終點站並設置車站職員（在停業間，設有替代巴士前往常滑方向，此站的替代巴士站位於名鐵巴士榎戶管理所（現時廢止））。在停業期間為急行和特急的終點站，此站可購買μ-Ticket。在2003年，該區間工程完成，回復至無人車站。
- 1944年（昭和19年）11月18日 - 此站啟用。
- 1974年（昭和49年）6月1日 - 成為無人車站[1]。
- 2002年（平成14年）1月16日 - 此站至常滑之間開展高架化工程，暫時成為終點站和有人車站。同時月台本來可容納4卡增加至6卡車廂。
- 2003年（平成15年）
  - 10月4日 - 工程完成，變為普通停車站。
  - 11月30日 - 再次成為無人車站。
- 2004年（平成16年）5月20日 - 引入車站集中管理系統（日语：駅集中管理システム）。渡線撤走。
- 2005年（平成17年）
  - 1月15日 - 車站可以使用交通儲值卡「Trans Pass（日语：トランパス (交通プリペイドカード)）」。
  - 1月29日 - 實施時間表修正，在黃昏時段的急行特別停車站廢止。
- 2011年
  - 2月11日 - 車站可以使用「manaca」IC卡。
  - 3月26日 - 實施時間表修正，平日早上只設1班急行於此站特別停車。
- 2012年（平成24年）2月29日 - 車站不可使用交通儲值卡「Trans Pass」。

## 車站構造
本站是地面車站，設有2面2線的相對式月台，為無人車站。此站引入了車站集中管理系統（管理車站為常滑站）。月台可容納6卡車廂。由於使用者較多，因此設置了可供輪椅人士使用的多功能廁所。在上下行線的閘口與月台之間在同一平面上，沒有斜道和升降機。上行月台側為西閘口，下行月台側為東閘口。在閘口內的跨線橋在2002年成為臨時終點站時設置，再工程完成後也繼續存在。
此站設有自動閘機，但一度撤走。在引入車站集中管理系統之際，再次設置。平日早上下行1班從8:09出發前往機場的急行列車會在此站特別停車。
| 月台 | 路線   | 上下行 | 方向                   |
| ---- | ------ | ------ | ---------------------- |
| 1    | 常滑線 | 下行   | 中部國際機場方向       |
| 2    | 常滑線 | 上行   | 太田川、名鐵名古屋方向 |

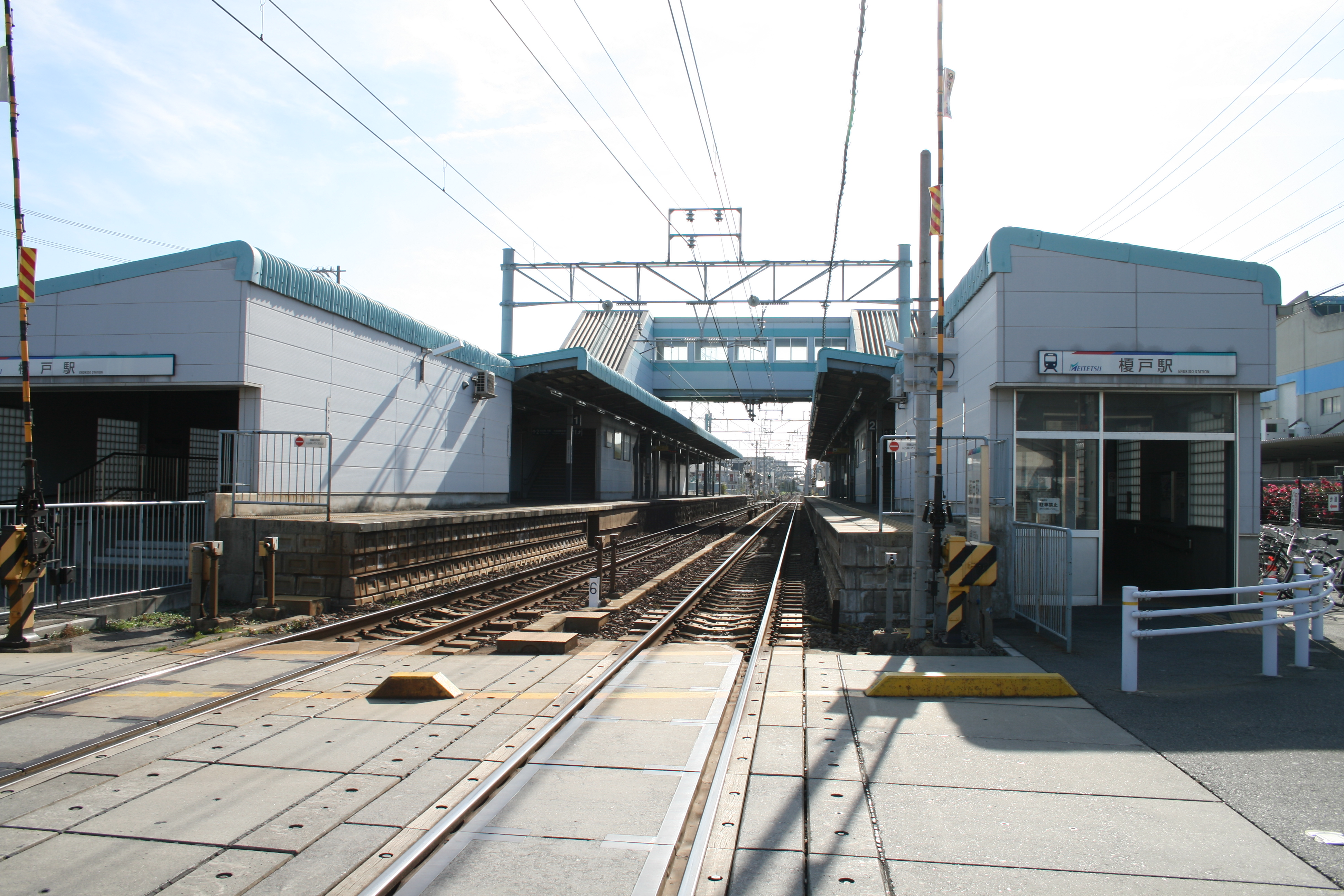
東西出入口與月台（2009年12月）
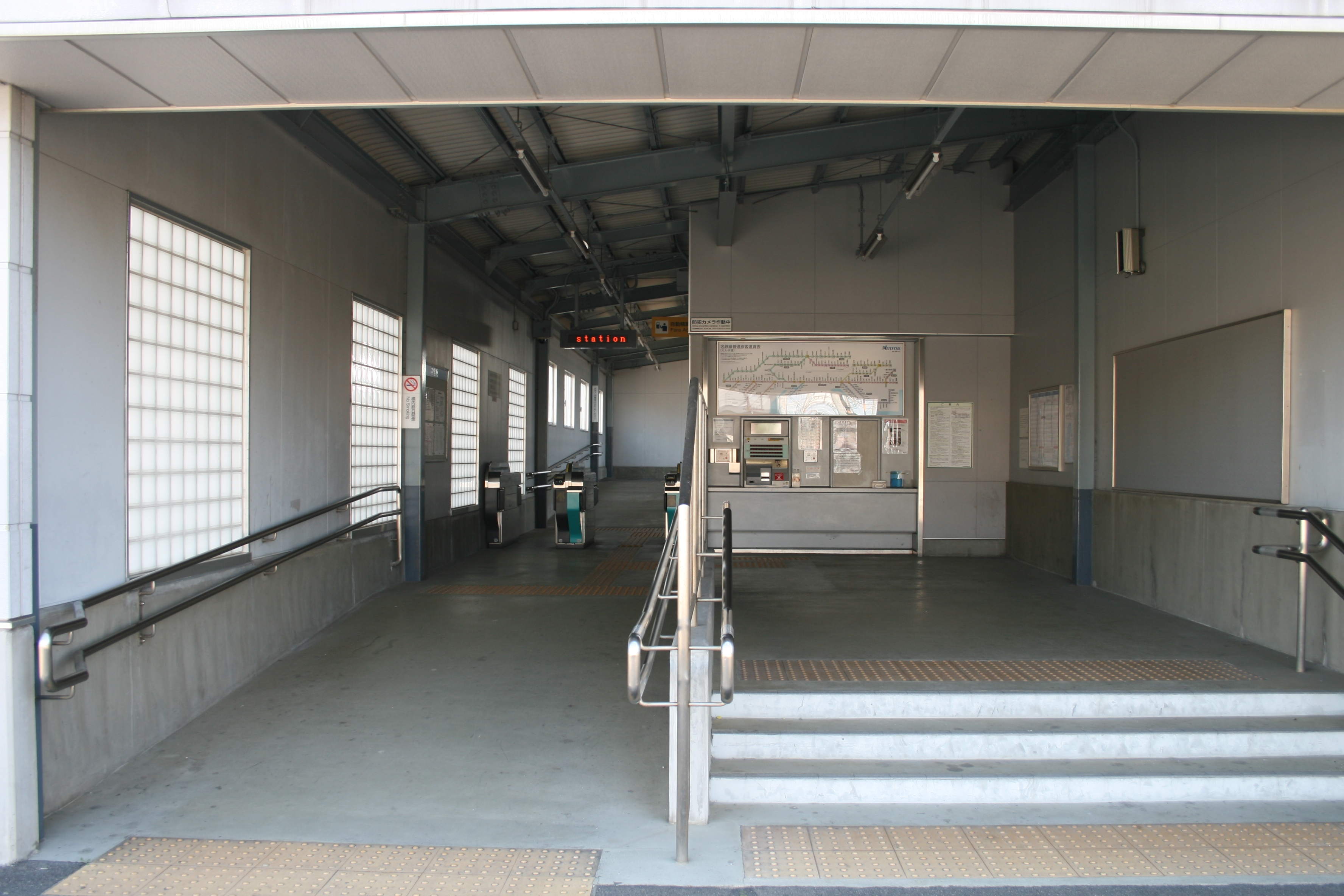
東閘口（2009年12月）

### 配線圖
| ← 太田川、 名古屋方面 | 榎戶站 站內配線略圖 | → 常滑、 中部國際機場方向 |
| 图例 参考文献：       |                     |                           |

## 使用狀況
- 在中提及在2013年度，當時1日平均上下車人次為1,466人，在名鐵所有車站（275站）排名第199，常滑線、機場線、築港線（26站）中排名第20[6]。
- 在中提及在1992年度，當時1日平均上下車人次為641人，除岐阜市內線均一車費區間內各站（岐阜市內線、田神線、美濃町線徹明町站至琴塚站之間）外名鐵所有車站（342站）中排名第260，常滑線、築港線（24站）中排名第23[7]。
- 根據（常滑之統計）中，以下為近年1日平均上下車人次的列表，當中注意此站在2002年由於工程關係成為終點站，在2003年10月4日工程完成後再次變回普通停車站。

此站的乘客中，多為LIXIL榎戶工廠的通勤客，在工廠暫停運作日與星期六與假日的使用者極端地少。
| 年度               | 1日平均 上下車人次 |
| ------------------ | ------------------ |
| 2002年（平成14年） | 8,378              |
| 2003年（平成15年） | 5,065              |
| 2004年（平成16年） | 1,325              |
| 2005年（平成17年） | 1,466              |
| 2006年（平成18年） | 1,454              |
| 2007年（平成19年） | 1,506              |
| 2008年（平成20年） | 1,505              |
| 2009年（平成21年） | 1,463              |
| 2010年（平成22年） | 1,409              |
| 2011年（平成23年） | 1,378              |
| 2012年（平成24年） | 1,439              |
| 2013年（平成25年） | 1,466              |
| 2014年（平成26年） | 1,451              |
| 2015年（平成27年） | 1,518              |
| 2016年（平成28年） | 1,591              |

## 車站周邊

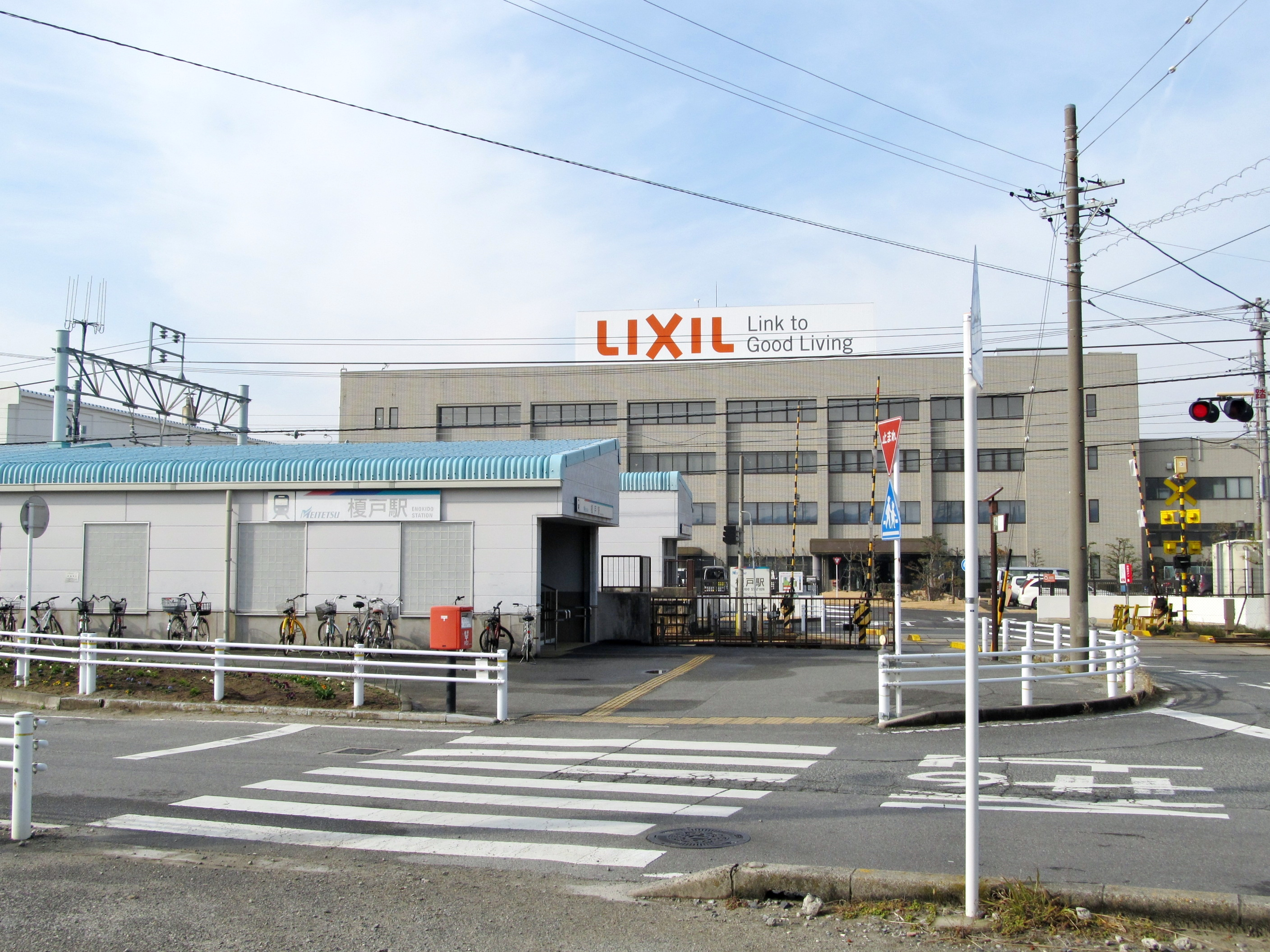
LIXIL榎戶大廈

- LIXIL（舊INAX（日语：INAX）） 榎戶工廠、榎戶大廈（研究開發地點）
上行月台側邊車站大樓內的廁所中，廁所月具與管道製品均由該公司工廠製造和開發[8]。

## 相鄰車站
名古屋鐵道
  常滑線
□μ-SKY、■特急、□快速急行、■急行、■準急
通過
■急行（平日早上下行只有1班列車特別停車）
蒲池（TA19）－榎戶（TA20）－常滑（TA22）
■普通
蒲池（TA19）－榎戶（TA20）－多屋（TA21）

## 注腳
1. ↑  寺田裕一. . Neko出版. 2013: 256. ISBN 978-4777013364.
2. ↑  SF カードシステム「トランパス」導入路線図 （页面存档备份，存于） - 名古屋鐵道，2004年12月24日
3. ↑  . www.meitetsu.co.jp.   [2018-09-15]. （原始内容存档于2018-09-15）.
4. 1 2  駅時刻表：名古屋鉄道・名鉄バス （页面存档备份，存于），2019年3月24日參閲
5. ↑  電氣車研究會，『鐵道畫刊』通卷第816號 2009年3月 臨時特刊號 「特集 - 名古屋鉄道」，卷末收錄「名古屋鐵道 配線略圖」
6. ↑  名鐵120年史編纂委員會事務局（編）. . 名古屋鐵道. 2014: 160–162.
7. ↑  名古屋鐵道廣報宣傳部（編）. . 名古屋鐵道. 1994: 651–653.
8. ↑  LIXIL｜LIXILについて｜技術・研究開発｜技術・研究開発拠点｜榎戸 （页面存档备份，存于） - LIXIL 2015年6月5日參閲

## 外部連結
- 榎戶 - 名古屋鐵道
- 臨空連接項目 （页面存档备份，存于）（日語）